# Alexandr Schoeller
Alexandr Schoeller, plným jménem Wilhelm Alexander Ritter von Schoeller (12. června 1805 Düren – 11. listopadu 1886 Vídeň) byl německo-rakouský průmyslník, podnikatel a bankéř, který působil i v Čechách a na Moravě.

## Život a dílo
Patřil do podnikatelské rodiny Schoellerů. Narodil se v Dürenu v Severním Porýní-Vestfálsku jako syn výrobce sukna Johanna Paula Schoellera (1772–1845). Absolvoval obchodní školení v továrně svého otce a od roku 1825 získával praktické zkušenosti v oboru pod vedením svého bratrance Philippa Wilhelma von Schoellera (1797–1877), který v Brně řídil továrnu „Gebr. Schoeller k. k. Feintuch- und Wollwarenfabrik“. V roce 1831 mu vedení společnosti svěřilo vedení vídeňské pobočky. Již v roce 1833 však Alexandr Schoeller založil ve Vídni vlastní velkoobchod „Schoeller & Co.“, z něhož byl centrálně řízen obchod se zbožím z různých rodinných podniků. Zapojil do něj i svého bratra Johanna Paula von Schoellera (1808–1882). K tomuto vekoobchodu byla připojena i bankovní divize, ze které později vznikla samostatná banka – "Schoellerbank" (od roku 2005 je součástí skupiny UniCredit).
V roce 1843 založil Alexandr Schoeller s Alfredem Kruppem společnost "Berndorfer Metallwarenfabrik" na výrobu nádobí a v roce 1862 společně s ním převzal železárny "Ternitzer Eisenwerke Reichenbach". Aby zajistil svým společnostem přístup k surovinovým zdrojům, získal podíly i v několika uhelných dolech (mj. v Mirošově u Rokycan).
Další aktivitou Alexandra Schoellera byl jeho vstup do potravinářského průmyslu, zejména do cukrovarnictví. Získal zemědělské pozemky pro pěstování cukrové řepy poblíž Prahy (v Čakovicích, Ctěnicích a Miškovicích), a v roce 1850 založil v Čakovicích cukrovar. V roce 1854 koupil a rozšířil cukrovar v Čáslavi, v roce 1857 založil další cukrovar ve Vrdech. Rovněž z jeho iniciativy byl v roce 1867 založen cukrovar v Lipníku nad Bečvou (byl v provozu pouze do roku 1903), určený pro zpracování řepy z moravských pěstitelských oblastí. Kromě toho založil továrnu na zpracování ječmene v Ebenfurthu u Vídně, která se stala největší mlynářskou provozovnou v monarchii, a měl podíl na pivovaru v Hütteldorfu. Jeho ekonomický vliv potvrzují i další investice, mimo jiné do rodinné brněnské přádelny, do továrny na výrobu šroubů a matic v dolnorakouském Neunkirchenu, do několika průmyslových bank. Byl proto také jmenován do několika dozorčích a výkonných rad, například v Dolnorakouské obchodní a průmyslové komoře (Niederösterreichischen Handels- und Gewerbekammer), Dolnorakouském obchodním sdružení (Niederösterreichischen Gewerbeverein) a Dolnorakouské eskomptační společnosti (Niederösterreichische Escompte-Gesellschaft). Za své služby byl Alexander Schoeller jmenován do říšské rady, v roce 1863 byl povýšen do rytířského stavu a vyznamenán Řádem železné koruny 3. třídy.

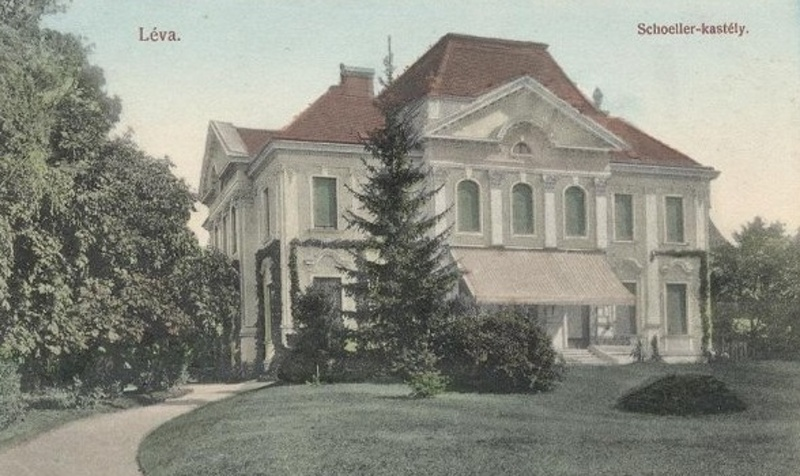
Zámeček Schoellerů v Levicích

Už v roce 1848 získal Alexander Schoeller zámek Ctěnice u Prahy jako rodinné sídlo; další sídlo si pořídil v roce 1867 na Slovensku (zámeček v Levicích). Obě nemovitosti zůstaly v rodinném vlastnictví až do vyvlastnění v roce 1945 na základě Benešových dekretů.
Byl dvakrát ženatý: nejprve s Pauline Hoeschovou (1814–1881), a po její smrti se oženil s Pauline Hendeßovou (1837–1921); obě manželství zůstala bezdětná. Schoeller patřil k protestantské církvi a byl pohřben na vídeňském evangelickém hřbitově v Matzleinsdorfu. Jeho následníky v podnikatelské činnosti se stali jeho tři synovci: Gustav Adolf von Schoeller (1826–1889), Philipp Wilhelm von Schoeller (1845–1916) a Paul Eduard von Schoeller (1853–1920).